# Hôtel de la Charité-Royale
L'hôtel de la Charité-Royale, plus simplement la Charité royale, est un bâtiment situé à Fontainebleau, en France. Ancien couvent, il, au XXIe siècle accueille la médiathèque de Fontainebleau, anciennement bibliothèque municipale de Fontainebleau (BMF), ainsi qu'un espace d'exposition, formant communément le centre culturel de la Charité-Royale.

## Situation et accès
L'édifice est situé aux no 15 de la rue Royale et no 34 de la rue de l'Arbre-Sec, avec une sortie du jardin sur la rue Saint-Louis, au sud-ouest du centre-ville de Fontainebleau. Plus largement, il se trouve dans le département de Seine-et-Marne, en région Île-de-France.

## Histoire

### Fondation
L'immeuble, occupé plus tard par l'hôpital de la Charité, appartient d'abord à aux époux Pierre Souchard et Estiennette Petit. Ils le vendent le 6 octobre 1637 à Mathurin Bayon. La veuve de ce dernier, Charlotte de Loizillière le revend, par acte du 9 décembre 1655, au roi Louis XIII, moyennant 5 000 livres,. Le prix n'est payé que le 6 octobre 1658. 
L'abbé Pierre Guilbert dans sa Description historique des château, bourg et forest de Fontainebleau, en 1731, donne des indications sur ce qu'il nomme l'hôtel-Dieu, « près de la cour du Cheval-Blanc »,. D'après lui, l'hôpital de la Charité est établi en 1646 par la reine Anne d'Autriche qui demande à Vincent de Paul, le 21 août, deux sœurs de la Charité « pour prendre soin des malades de la paroisse », « faire l'école des filles », il aurait fait « bâtir une petite maison sur la place qu'elle [la reine] achèta, où est aujourd'hui [en 1731] cet hôpital » en précisant que « la reine n'y fit aucune fondation »,,.
Les actes retrouvés par Félix Herbet ne s'accordent pas tout à fait avec ces renseignements. « Ayant receu commandement de la Reine mère de faire mission à Fontainebleau, M. Vincent y envoya des prestres de la communauté », et c'est le 26 novembre 1644, en présence des principaux habitants du bourg, que M. Alméras y érige solennellement la confrérie de la Charité. C'est par la suite qu'en août 1646, sur l'ordre de la reine que Vincent de Paul vient y installer deux sœurs,. Les lettres patentes de février 1696, reproduites par Guilbert, indiquent bien qu'une confrérie de la Charité est institutée à Fontainebleau dès 1644 et particulièrement à partir de 1655 « que nous fismes, dit le Roi, payer de nos deniers, à la prière de la feue reine, la maison qui a servi depuis et qui sert encore actuellement de retraite pour les femmes et filles malades dans laquelles nous entretenons trois sœurs de charité ». Plusieurs testaments, contenant des legs au profit de la confrérie, permettent d'attester son existence et l'établissement de l'hôpital avant 1655 :
- celui de Marie Pommier, veuve de Pierre Farcy, dressé le 27 juillet 1650 ;
- celui d'André Marault, dressé le 13 décembre 1650 ;
- celui de Jean Guyard, serdeau du roi, dressé le 28 janvier 1651.
- celui de Marguerite Chevallier, « âgée de 18 ans accomplis, fille de feu Jean Chevallier, tapissier à Paris », dressé le 12 juin 1653.

Ce dernier contient notamment la clause : « Item a donné et légué à la Charité establie en ce lieu de Fontainebleau la somme de soixante livres pour une fois payée en recongnoissance des traitements qu'elle a receus depuis le premier jour de la maladie en laquelle elle est de présent détenue qui est depuis ung mois et plus, qu'elle a esté nourrie, traitée, alimentée de vivre et pansemens linge et toutte autre chose, à la charge qu'il lui sera faict et célébré ung service solempnel aux dépens de la Charité sur les d. soixante livres une fois payées ». À cause de la l'âge de la testatrice, mineure, ce testament donne lieu à un procès qui transige le 9 janvier 1656 : les héritiers ne paient que la moitié. Il est néanmoins possible d'affirmer, grâce à cet acte, que la Charité existe, en tant qu'hôpital, dès 1653 au moins, et probablement dans la maison même que le roi achète en 1655 et payée en 1658, car la venderesse, Charlotte de Loisillière, est justement la supérieure de l'hôpital en 1653. Herbet s'interroge si cette fonction ne lui ait d'ailleurs pas attribuée en reconnaissance d'avoir offert sa maison pour hospitalier les malades,.

### Restauration

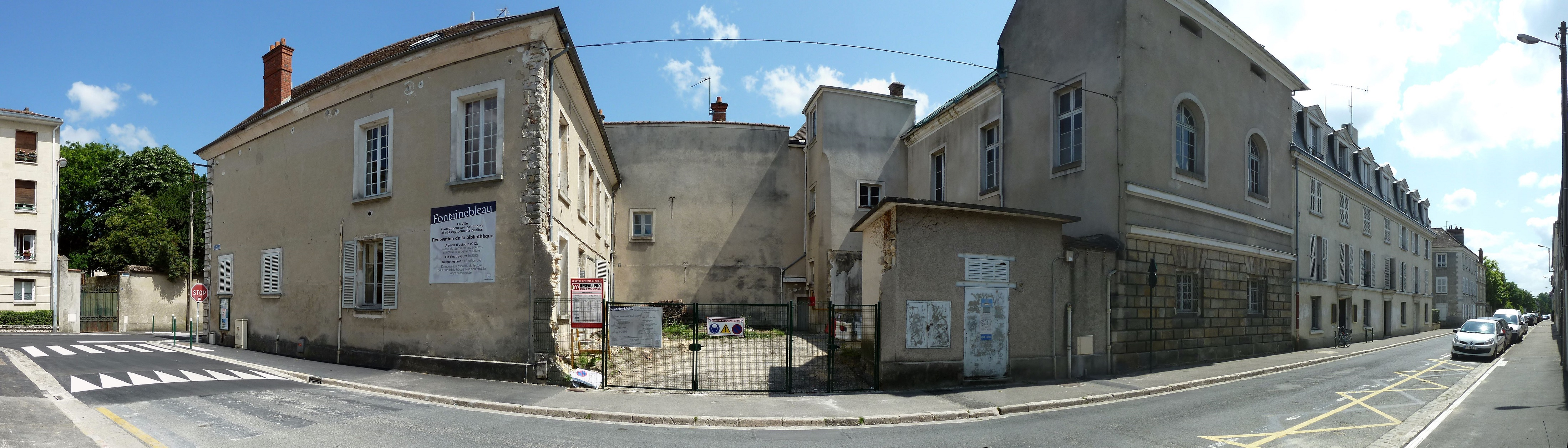
Façade sur la rue de l'Arbre-Sec, photographiée en juillet 2013, lors de la période de rénovation.

Dans les années 2010, le bâtiment est entièrement restauré alors qu'il présentait un risque d'effondrement. Cette opération consiste notamment à revoir toutes les fondations, les toitures, en apportant de la modernité dans un bâtiment historique. On compte « jusqu'à 25 ouvriers sur le pont en même temps ». En décembre 2018, le gros œuvre est prévu pour fin février 2019, avec un « calendrier où chaque étape du chantier est prévue au jour le jour » et une échéance estimée tenable. La médiathèque est ainsi entièrement repensée avec une surface doublée et un développement des équipements numériques. Le nouvel espace de la Charité-Royale est ainsi inauguré les 14 et 15 septembre 2019.